# Sorteig Extraordinari de Nadal

Exemples de dècims del sorteig extraordinari de la Loteria Nacional realitzat el Nadal de 2020.

El Sorteig Extraordinari de Nadal, també conegut com a Sorteig o Loteria de Nadal, és un dels sorteigs de Loteria Nacional més populars que se celebra a Espanya cada 22 de desembre, i que té lloc, generalment, al saló de sorteigs de Loterías y Apuestas del Estado, a Madrid. El premi màxim rep el nom de la Grossa, que des del 2011 tenen un valor de 4 milions d'euros al bitllet (400.000 euros per dècim). El període de venda d'aquest sorteig és el més llarg de l'any, ja que les administracions reben els números les primeres setmanes de juliol. Per això no és d'estranyar que sigui també el més venut i popular dels Sorteigs.

## Característiques
Els orígens del sorteig de Nadal se situen a Cadis, el 18 de desembre de 1812, i es ve denominant Sorteig de Nadal des de l'any 1892. El sorteig es realitza pel sistema tradicional, emprant-se un gran bombo d'1,58 metres de diàmetre, fabricat en 2006 per als números i un altre de més petit, de 0,74 metres de diàmetre per als premis. En els bombos s'introdueix una petita bola per cada número i una altra per cada premi.
S'emet un nombre variable de sèries, cada sèrie està formada per un bitllet de cada número que participa en el sorteig, i cada sèrie conté deu dècims per bitllet. En el Sorteig Extraordinari de Nadal entren 100.000 números, del 00000 al 99999. Les bitlletes reben el nom de dècims perquè venen agrupats en dues tires de cinc, anomenats bitllets. És a dir un bitllet correspon a 10 dècims.
La rifa ha tingut una quantitat variable de números al bombo, 66.000 de 1982 a 2004 o 85.000 entre 2005 i 2010. Des de 2011 té 100.000 números, del 00000 al 99999.